# Calle 100 (estación)
La estación sencilla Calle 100 - Marketmedios hace parte del sistema de transporte masivo de Bogotá llamado TransMilenio, el cual fue inaugurado en el año 2000.

## Ubicación
La estación está ubicada en el norte de la ciudad, más específicamente en la Autopista Norte entre calles 94 y 97. Se accede a ella a través de puentes peatonales ubicados sobre estas dos vías.
Atiende la demanda de los barrios La Castellana, Chicó Norte III Sector y sus alrededores.
En las cercanías están el eje comercial y de oficinas de la Calle 100, el supermercado Olímpica Calle 100, la sede de Olímpica Stereo, el Club Rincón Grande, la Parroquia Cristo Rey, el Hotel Cosmos 100, Compensar Calle 94, la Clínica Los Nogales, la Clínica Materno Infantil de Saludcoop, las embajadas de Egipto, Marruecos y Nicaragua, el Teatro de la Castellana y el Centro Médico La Castellana.

## Origen del nombre
La estación recibe su nombre de la avenida ubicada hacia el norte. También llamada Avenida España, la Av. Calle 100 es una vía importante que conecta la Carrera Séptima con la Carrera 68A, en donde se convierte en la Av.Carrera 68. Sin embargo, en el marco del plan que tiene la empresa TransMilenio para buscar aliados comerciales, al nombre de la estación se le añadió el texto «Marketmedios».

## Historia
A comienzos del año 2001, después de ser inaugurado el Portal Usme, se puso en funcionamiento la troncal de la Autopista Norte incluyendo la estación Calle 100 - Marketmedios. Meses después fue inaugurado el Portal Norte.
Aunque es una estación sencilla, su ubicación y la cantidad de pasajeros que recibe diariamente, la convierten en una de las estaciones más conocidas del sistema, y una de las más congestionadas, especialmente en el horario de oficina u hora pico.
La demanda de usuarios es de 28 mil diarios. El 7 de agosto de 2011 se inauguró un tercer vagón para suplir la demanda de pasajeros.
El 31 de octubre de 2012 se inició la construcción de un puente peatonal al costado sur de la estación (Calle 94) para atender la demanda en aumento que tiene la estación. Es un puente diferente a los normales que se utilizan en las estaciones de TransMilenio, este es atirantado dado que no existía un lugar adecuado para construir columnas sin afectar la movilidad, por esta razón solo tiene una columna central donde se apoya el tablero. Tiene291 metros de largo incluyendo las rampas de acceso. La estructura fue inaugurada el 10 de octubre de 2013.
En la noche del 9 de abril de 2013, se registraron los ataque contra esta estación del sistema. En esa ocasión fueron destruidas, a punta de pistolas de balines, las estaciones Calle 100 - Marketmedios, Calle 106, Prado, Alcalá, Calle 142, Calle 146, Mazurén, Calle 161, Calle 187, y Terminal con Autopista Norte, donde dejaron $22 millones de pesos en perdidas.
En la madrugada del 27 de mayo de 2014, se registró otro ataque contra esta estación. En esa ocasión fueron destruidas a punta de pistolas de balines las estaciones Calle 85, Virrey, Calle 100 - Marketmedios, Calle 142 y Calle 146, donde dejaron $ 40 millones de pesos en pérdidas.

## Servicios de la estación

### Servicios troncales
| Tipo                                                          | Rutas al Norte | Rutas al Sur | Rutas al Occidente |
| ------------------------------------------------------------- | -------------- | ------------ | ------------------ |
| Ruta fácil                                                    | 8              | 8            |                    |
| Expresos todos los días todo el día                           | B10 B12 B75    | G12 H75      | D10                |
| Expresos lunes a sábado hora pico de la mañana                | B26            |              |                    |
| Expresos lunes a sábado hora pico de la tarde                 |                |              | F26                |
| Expresos lunes a sábado hora pico de la mañana y de la tarde  | B46            | G46          |                    |
| Expresos lunes a viernes hora pico de la mañana y de la tarde | B27            | H27          |                    |

### Esquema
| ← Norte   |         |         |         |          |
| Calle 100 | 8B26B27 | B10B75  | B12B46  | Calle 94 |
| Puente    | Vagón 3 | Vagón 2 | Vagón 1 | Puente   |
| Calle 100 | D10F26  | 8G46H75 | G12H27  | Calle 94 |
| Sur →     |         |         |         |          |

### Servicios urbanos
Así mismo funcionan las siguientes rutas urbanas del SITP en los costados externos a la estación, circulando por los carriles de tráfico mixto sobre la Autopista Norte, con posibilidad de trasbordo usando la tarjeta TuLlave:
| Código | Sector                   | Dirección             | Rutas         |
| ------ | ------------------------ | --------------------- | ------------- |
| 865A00 | A Estación Calle 100     | AutoNorte - CL 98     | A503H611 19-3 |
| 758A00 | A Barrio Chicó Norte III | AutoNorte - CL 95     | 19-3          |
| 840A02 | C Barrio La Castellana   | AutoNorte - CL 94 BIS | Sin rutas     |
| 759A02 | C Estación Calle 100     | AutoNorte - CL 95     | A020K305 T795 |

## Ubicación geográfica
| Noroeste: N Carrera 53                | Norte: B Calle 106 | Nordeste: N Carrera 19 |
| Oeste: C Suba Calle 95 Suba Calle 100 |                    | Este: Chapinero        |
| Suroeste: E La Castellana             | Sur: B Virrey      | Sureste: Chapinero     |